# Oleśnica (powiat poddębicki)
Oleśnica – wieś w Polsce położona w województwie łódzkim, w powiecie poddębickim, w gminie Dalików.
W latach 1975–1998 miejscowość położona była w województwie sieradzkim.